# جوزيف لويس بروست
جوزيف لويس بروست (بالإنجليزية : Joseph Louis Proust)، عالم كيميائي فرنسي، (عاش من 26 سبتمبر 1754 إلى 5 يوليو 1826)، عُرف بأبحاثه في قانون النسب الثابتة.

## السيرة
ولد جوزيف لويس بروست في 26 سبتمبر 1754 في فرنسا، وكان الابن الثاني لصيدلاني، وعمل بروست في الأصل مساعداً لوالده. وعندما بلغ العشرين من عمره انتقل رغم معارضة والده إلى باريس. واصل دراسته للكيمياء والفيزياء وشارك في بعض التجارب الأولى على البالون المأهول. وبعد معاناة وجد وظيفة معلم ثابتة في إسبانيا على الرغم مما كان يُذكر عنه أنه مدرس غير مكترث، تزوج بروست من أمرأة إسبانية من أصل فرنسي، وتلقى عرضاً برئاسة معمل كيميائي مجهز ممتاز في مدريد فاستقر هناك.
وبعد تجارب عدة حسّن فيها تقنيات التحليل، أصبح بروست مقتنعاً بأن كل مركب كيميائي له تركيب وزني ثابت غير قابل للتغيير، أي أن لكل مركب صيغة. وفي الوقت الذي رأي فيه بيرثوليت متوسطاً مضبباً (يماثل الإحصائية الشهيرة أن لكل أسرة 2،6 طفل) فإن بروست وجد أن طفله الكيميائي لا يمكن أن ينقسم إلى كسور، وقد عرفت أخيراً هذه الملاحظات تحت اسم قانون النسب الثابتة، وقد نالت أفضل صياغة بكلمات بروست :
«المركب هو مادة حددت لها الطبيعة نسباً ثابتة... الطبيعة لا تخلق أبداً سوى الاتزان في اليد... وبين القطب والقطب... ولم تلاحظ بعد اختلافات بين أكاسيد الحديد التي من الجنوب وتلك التي من الشمال. وتركيب الزنجفار (كبريتيد الزئبقيك الأحمر) هو نفسه في اليابان كما في الميادين. ولا تتأكسد الفضة بشكل مختلف (في كلوريد) في بيرو عن تلك التي في سيبيريا ».
ومع أن بيرثوليت لم يسحب نظريته، إلا أن الجدل كان مستمراً بشكل مهذب. وفي النهاية كانت الغلبة للأدلة التجريدية التي جاءت في جانب بروست، وأُرسي قانون كيميائي مهم.
ومع ذلك، فإننا نلاحظ أن هناك بعض المركبات التي حُللت بواسطة بروست لتعضيد قانون النسب الثابتة (بعض أكاسيد وكبريتيدات الفلزات) لها بالفعل تركيب متغير في حدود ضيقة. وتسمى هذه المركبات في علم المواد الحديث وفي الكيمياء غير العضوية باسم «بيرثوليدات». لكن في القرن التاسع عشر ضعفت الثقة بفكرة بيرثوليت عن التركيب المتغير، ومعها ضعفت الثقة بأفكاره عن البحيرات الملحية، وهو السبب الذي من أجله استغرق قانون فعل الكتلة خمسين سنة ليظهر مجدداً.
لم تكن الظروف كريمة مع بروست فيما بعد، فقد توقفت أبحاثه عندما دخلت القوات الفرنسية بقيادة نابليون مدريد وأزالت معمله في موجة الدمار التي حلت بالمدينة. وفي ذلك الوقت، أصبح نظام الغذاء الأوربي يعتمد على السكر المكرر الذي يأتي من أراضي العالم الجديد. وقد قُطعت خطوط إمداد نابليون بواسطة الحصار البحري البريطاني. حاول نابليون أن يستخدم خبرة بروست ومهارته للوصول إلى مصدر آخر، لكن بروست رفض عرض نابليون (مع أنه كان قد انحدر إلى حافة الفقر) بأن يترأس إنتاج سكر العنب، وهي المادة التي كان بروست قد اكتشفها في عصير العنب.
كان جون دالتون هو الذي أكمل قانون النسب الثابتة بوضع النظرية الذرية الممنهجة.
توفي في 5 يوليو 1826 في مسقط رأسه أنجير في فرنسا.

## وصلات خارجية
بالعربية
- جوزيف بروست - المعرفة

بالإنجليزية
- Joseph Louis Proust (1754 – 1826) نسخة محفوظة 21 مايو 2011 على موقع واي باك مشين.